# Sparta 1888 Cricket Club
Sparta Cricket 1888 is een cricketvereniging in Capelle aan den IJssel. Het maakt deel uit van de omnisportvereniging Rotterdamse Voetbal en Atletiek Vereniging "Sparta". Sparta speelt sinds 2007 in de landelijke Hoofdklasse.

## Geschiedenis

### Oprichting
Cricket was de eerste sport die beoefend werd door het in 1888 in Rotterdam opgerichte Sparta, hoewel hetzelfde jaar al ook met voetbal begonnen werd. De naam van de club was oorspronkelijk Rotterdamsche Cricketclub "Sparta", maar toen de vereniging in juli 1888 een voetbal kreeg geschonken, werd de naam van de vereniging direct veranderd in de Rotterdamsche Cricket & Football Club "Sparta".  
De club werd opgericht door acht leerlingen in de leeftijd van 13 tot 16 jaar. Vijf van hen waren leerlingen van de voormalige H.B.S. aan het Van Alkemadeplein. De resterende drie waren leerlingen van het Erasmiaans Gymnasium aan de Coolvest, de voorloper van de in 1888 niet gedempte Coolsingel.

### Beginjaren
De cricketsport werd beoefend vanaf 1888 tot ongeveer 1892. Helaas voor de afdeling cricket bleek de aandacht voor de in 1893 gestarte afdeling atletiek en voor het voetbal in die tijd groter bij de leden. 
Gedurende de eerste jaren worden alleen vriendschappelijke wedstrijden gespeeld. In 1892 werd Sparta gedurende korte tijd lid van de in 1891 opgerichte Nederlandse Cricket Bond. 
Na de nodige mislukte pogingen wordt de sport nieuw leven in geblazen in 1910. Vanaf dit jaar beoefenen de leden deze sport in vriendschappelijke en onderlinge wedstrijden die georganiseerd worden door Jan Wolff en Jan Senn.
Gedurende de Eerste Wereldoorlog maken diverse Engelse officieren gebruik van het terrein van Sparta voor het spelen van onderlinge wedstrijden. Diverse leden en supporters van Sparta nemen deel aan deze wedstrijden op Spangen, die tot 1918 duren. Naast de sportieve vooruitgang houden de cricketers van Sparta vele jaren goede contacten met diverse Engelse cricketclubs.

### Competitie
Sparta treedt in 1922 en 1927 opnieuw toe tot de Nederlandse Cricket Bond. De poging in 1922 mislukt nog maar in 1928 slaagt de vereniging erin om een team te formeren. Ondanks de mislukte poging van 1922 wordt in 1924 een vriendschappelijke wedstrijd gespeeld tegen Te Werve uit Rijswijk. 
De aansluiting bij de competitie van de Nederlandse Cricket Bond laat op zich wachten tot het 40-jarig bestaan van de moedervereniging in 1928. De wedstrijden worden door onder andere Jimmy Warburton, Cor Emeis, Roy Wilson en Jan Vuylsteke gespeeld op een klein veld achter de eretribune op Spangen. 
In de hierop volgende jaren volgen de gebeurtenissen elkaar in een hoog tempo op. In 1929 wordt Sparta met spelers als Jos Coler, Geert van Leeuwen, Jan Smeets en Jan van de Avoort in de gelederen direct kampioen van de derde klasse en promoveert naar de tweede klasse. Van deze klasse wordt de club in 1931 kampioen maar een promotie blijft uit. Ook buiten het veld worden in dit jaar verschillende successen geboekt. Het aantal cricketteams stijgt onder de grote belangstelling sterk en Sparta neemt samen met de aloude Rotterdamse concurrent Volharding Olympia Combinatie (V.O.C.) het initiatief tot de oprichting van de Rotterdamse cricketbond. Deze beide Rotterdamse cricketverenigingen starten in 1934 met hun jaarlijkse strijd om de Ingelse-beker. In hetzelfde jaar wordt voor het eerst de jaarlijkse wedstrijd tegen de veteranen van Still Going Strong gespeeld. 

#### Oorlogstijd
Sparta speelt haar wedstrijden dan sinds een jaar in de Overgangsklasse. Deze situatie blijft tot de vorming van een nieuwe Eerste klasse in 1940 ongewijzigd. In dat jaar wordt bij keuze gepromoveerd naar deze nieuwe klasse.
Als gevolg van de oorlog wordt de competitie van 1941 niet gespeeld. In 1942 wordt het cricket wederom in een nieuwe opzet hervat. Sparta komt dit seizoen uit in de nieuw gevormde Tweede klasse. In 1943 wordt de vereniging kampioen maar de promotie wordt gemist. Direct na de hervatting van de competitie promoveert Sparta in 1946 als kampioen naar de Eerste klasse. 

#### Eerste klasse
Er volgt een tijd waarin in 1947 op Spangen de eerste cricketinterland wordt gespeeld en de eerste Denen in 1948 naar Rotterdam komen om bij Sparta het cricket te gaan beoefenen. 
In de volgende jaren blijft Sparta een vaste kracht in de Eerste klasse. Dit verandert in 1962 als de afdeling cricket wordt verdreven van Het Kasteel. De cricketers verhuizen naar het in 1961 gebouwde jeugdterrein Nieuw-Vreelust. 
Het duurt tot 1967 voor met spelers als Lou Borrani, Harm Meeken, Hans Tollenaar, Lou de Bruin, Hugo Meyers en Frans Schilthuis de plaats in de Eerste klasse wordt heroverd. In de volgende tien jaar verdeelt Sparta de tijd met wisselend resultaat tussen de Eerste- en Tweede klasse.
Hierin komt verandering vanaf 1978. Na eerst te zijn gepromoveerd naar de Eerste klasse volgt in 1979 met spelers als Steve Tovey, Cassie Pienaar, Leo de Jong, Aad Spuy de promotie naar de Hoofdklasse.
Hierna moet noodgedwongen een flinke stap terug worden gedaan. In 1983 gevolgd door een promotie naar de Eerste klasse. De verhuizing van Nieuw-Vreelust naar het sportcomplex Couwenhoek in Capelle aan den IJssel vindt plaats in 1987.

### Jaren negentig
Het duurt tot 1991 voor spelers als Colin Jackson, Jan Cees Dommershuijsen, Nolan Clarke en Jan Willem Das als kampioen Sparta weer laten promoveren naar de Hoofdklasse. 
Enkele mooie jaren breken aan waarin Sparta in 1994 landskampioen wordt.

### 21e eeuw
Na enkele mindere jaren volgt in 2001 degradatie van de Eerste Klasse naar de Overgangsklasse.
2004 is het jaar waarin het verloren gegane terrein door toedoen van onder andere Ian Tovey en Indroniel Roy wordt heroverd. Een seizoen eerder liep Sparta de verdiende promotie nog mis door een nadelig onderling resultaat. Na enkele jaren in de Eerste klasse speelt Sparta sinds het kampioenschap van 2007 opnieuw cricket in de landelijke Hoofdklasse.
In 2006 zijn onder de namen Sparta Cricket 1888, Sparta Rugby en Sparta Jeu de Boules drie aparte rechtspersonen opgericht voor de momenteel aan de Bermweg in Capelle aan den IJssel spelende takken van sport. 
In 2008 werd gevierd dat Sparta en de overkoepelende bond voor het cricket 80 jaar aan elkaar verbonden zijn. 